# Storkåtatjärnen, Västerbotten
Storkåtatjärnen är en sjö i Vindelns kommun i Västerbotten och ingår i Umeälvens huvudavrinningsområde. Sjön har en area på 0,0769 kvadratkilometer och ligger 265 meter över havet. Storkåtatjärnen ligger i Vindelälven Natura 2000-område.

## Delavrinningsområde
Storkåtatjärnen ingår i det delavrinningsområde (712438-168332) som SMHI kallar för Nedlagd mätstation. Medelhöjden är 277 meter över havet och ytan är 3,86 kvadratkilometer. Det finns inga avrinningsområden uppströms utan avrinningsområdet är högsta punkten. Storkåtatjärnsbäcken som avvattnar avrinningsområdet har biflödesordning 4, vilket innebär att vattnet flödar genom totalt 4 vattendrag innan det når havet efter 84 kilometer. Avrinningsområdet består mestadels av skog (46 procent) och sankmarker (52 procent). Avrinningsområdet har 0,07 kvadratkilometer vattenytor vilket ger det en sjöprocent på 1,9 procent.